# Nicole Mossoux
Nicole Mossoux est une danseuse et chorégraphe belge née à Bruxelles le 3 janvier 1956.

## Biographie
Après des études à l'école Mudra de Maurice Béjart, elle crée plusieurs pièces seule dès 1978. Puis, après sa rencontre avec le dramaturge et metteur en scène Patrick Bonté, elle crée avec lui la première chorégraphie d'une longue série commune et partagée, Juste Ciel (10 décembre 1985), présentée à la Raffinerie du Plan K, dirigée par Frédéric Flamand.
Quelques années plus tard, les deux artistes fondent la Compagnie Mossoux-Bonté, qui ne cessera de fondre danse et théâtre en un seul langage, nourri de psychanalyse et de philosophie, à la rencontre de l'imaginaire du spectateur,,.
Depuis 1985, leur partenaire en matière de création de costumes est Colette Huchard.

## Chorégraphies
- Nicole Mossoux seule
  - 1981 : Insomnies
- Nicole Mossoux et Patrick Bonté
  - 1985 : Juste Ciel
  - 1988 : Les Petites Morts
  - 1989 : Simulation
  - 1990 : Les Dernières Hallucinations de Lucas Cranach l'Ancien
  - 1991 : L'amour, ce sera très froid...
  - 1992 : Rien de réel (suivi d'un film de Michel Jakar, 1994)
  - 1994 : Twin Houses
  - 1995 : Pompeï
  - 1996 : Contre Saturne
  - 1998 : Simonetta Vespucci
  - 2000 : Jonction Nord-Midi
  - 2001 : Hurricane
  - 2002 : Katafalk
  - 2003 : Light !
  - 2004 : Générations
  - 2005 : Helium
  - 2006 : Noli me tangere et Nunakt (avec Karine Ponties)
  - 2007 : Khoom
  - 2008 : Kefar Nahum
  - 2009 : Les Corps magnétiques
  - 2009 : Skeleton
  - 2011 : Les buveuses de café
  - 2011 : Migrations
  - 2012 : Juste Ciel
  - 2013 : Les Buveuses de café - nouvelle version
  - 2013 : Histoire de l'imposture
  - 2015 : Vice Versa
  - 2017 : A Taste of Poison
  - 2017 : Alban
  - 2018 : Les Miniatures (Alecto, Vice Versa, Alban, (At) The Crack of Dawn)
  - 2019 : The Great He-Goat